# خانه سید غلامحسین ترابی موسوی
خانه سید غلامحسین ترابی موسوی مربوط به اواخر دوره قاجار است و در کرمان، شهر زنگی آباد، خیابان امام خمینی (ره) واقع شده و این اثر در تاریخ ۷ مرداد ۱۳۸۲ با شمارهٔ ثبت ۹۲۶۳ به‌عنوان یکی از آثار ملی ایران به ثبت رسیده است.